# Heteromirafra
Heteromirafra é um género de cotovia da família Alaudidae.

## Espécies
Este género contém as seguintes espécies:
- Heteromirafra archeri Clarke, 1920
- Heteromirafra ruddi (Grant, 1908)